# Formicivora
Formicivora (miersluipers) is een geslacht van vogels uit de familie van de Thamnophilidae (miervogels).  De wetenschappelijke naam van het geslacht is voor het eerst geldig gepubliceerd in 1824 door Swainson.

## Soorten
De volgende soorten zijn bij het geslacht ingedeeld:
- Formicivora acutirostris  – Paranámiervogel
- Formicivora erythronotos  – Roodrugmiersluiper
- Formicivora grantsaui  – Sincorámiersluiper
- Formicivora grisea  – Zuidelijke witbandmiersluiper
- Formicivora iheringi  – Dunsnavelmiersluiper
- Formicivora intermedia  – Noordelijke witbandmiersluiper
- Formicivora melanogaster  – Zwartbuikmiersluiper
- Formicivora rufa  – Roestrugmiersluiper
- Formicivora serrana  – Bergmiersluiper